# Куррах

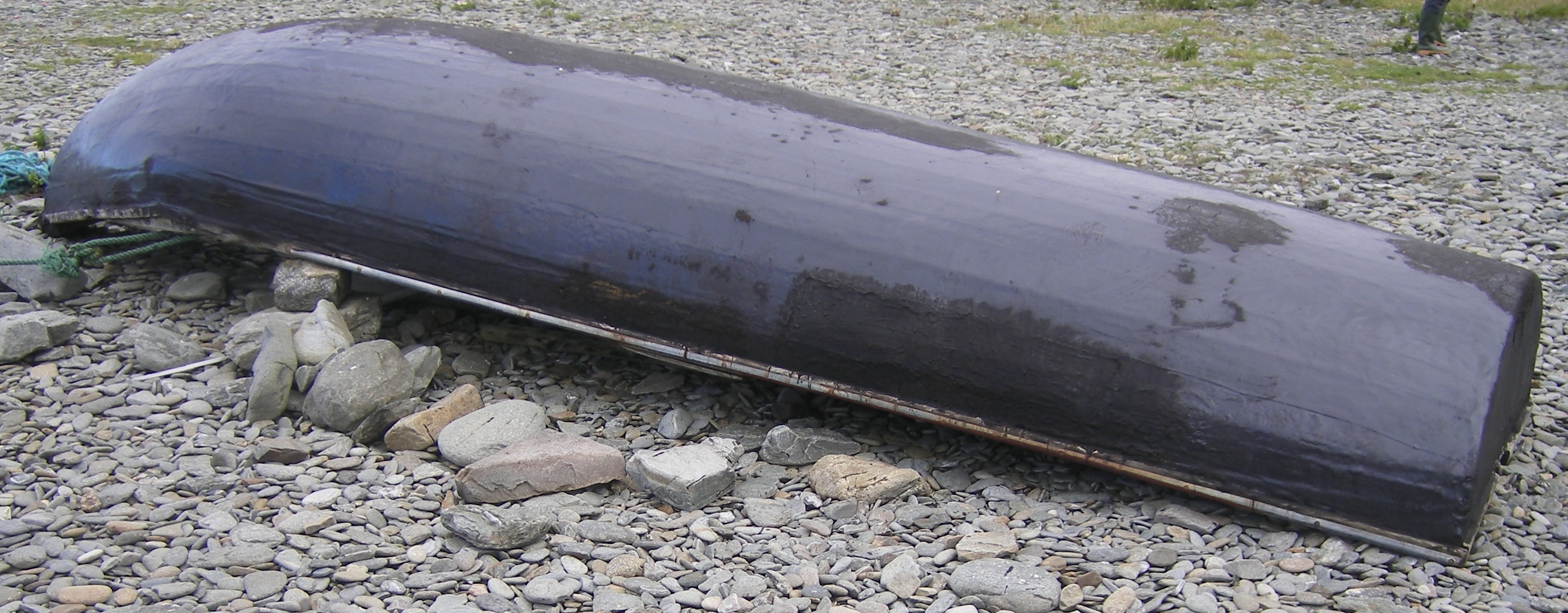
Куррах на берегу острова Инисбофин, Голуэй

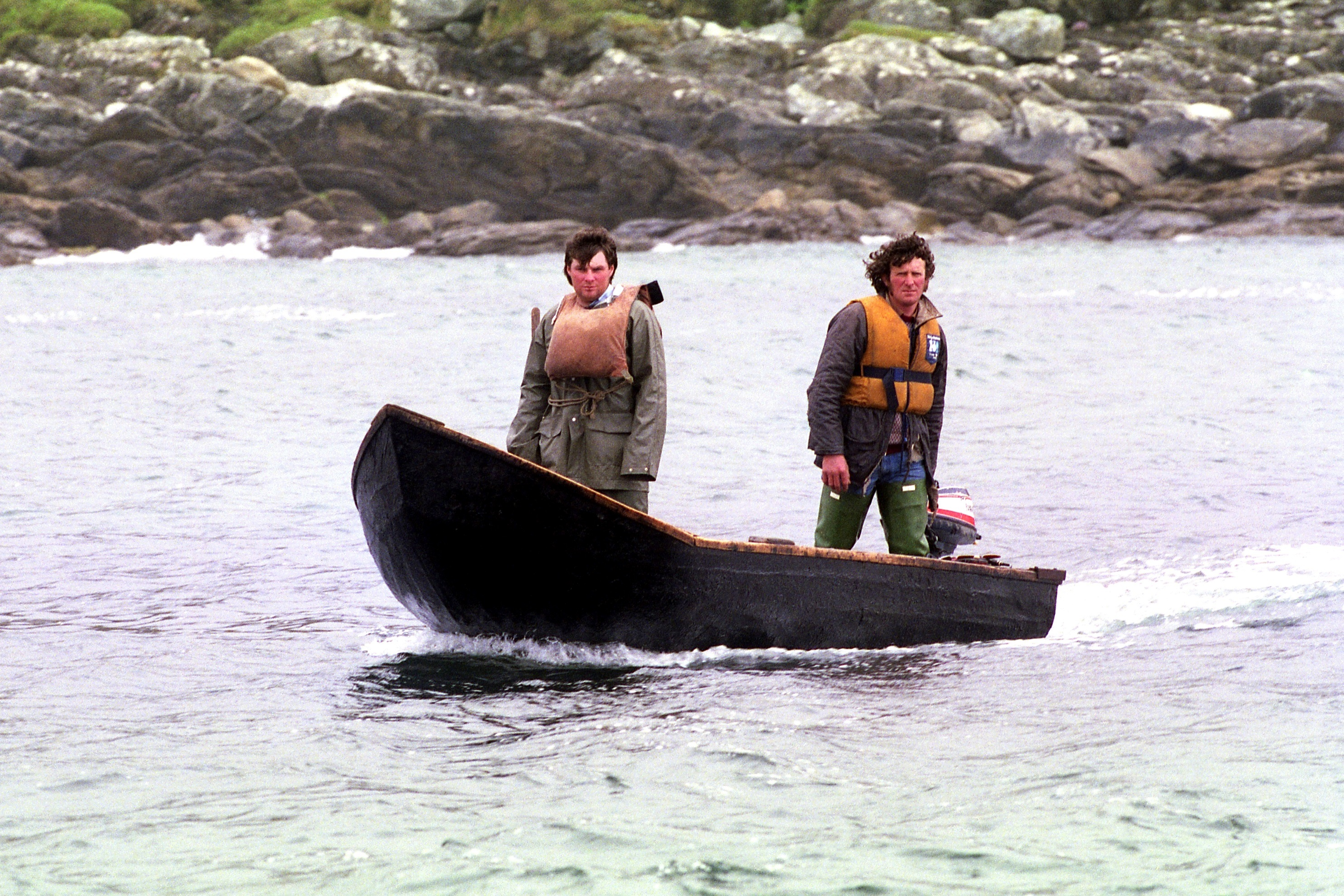
Рыбаки, в куррахе с подвесным мотором, возвращаются в родную гавань. Западное побережье Ирландии, 1986 год

Куррах (ирл. Currach или Curach, в английском обычно используется -gh; также встречаются варианты курога и каррех) — тип традиционных ирландских и шотландских средних и больших лодок с деревянным каркасом, обтянутым кожей или шкурой животных (обычно бычьей). Современные лодки обтягиваются, преимущественно, плотной тканью наподобие брезента, на который наносится защитное покрытие, например, гудрон в несколько слоёв. Обводы и, порой, технология постройки курраха различаются для разных регионов Ирландии и Шотландии. Местное название таких лодок в графствах Корк и Керри «naomhóg», и «canoe» в западном Клэр. Куррахи подобны уэльским кораклам, распространённым также на внутренних водах Ирландии и Шотландии, но имеют бо́льшие размеры. Все традиционные вёсельные лодки на западном побережье Коннахта также называются куррахами (или currach adhmaid — «деревянный куррах») — по конструкции они в значительной степени схожи с «кожаными» куррахами. Большие куррахи называются «Bád Iomartha».
На протяжении всей истории куррахи используются одновременно и как морские рыболовецкие лодки, и как транспортные суда для перевозки грузов по речным и прибрежным морским водным путям.

«Курах, или лодка из кожи и ивняка, на современный взгляд может показаться весьма ненадёжным средством для плавания по бурным морским водам, однако наши бесстрашные предки вверяли им свои жизни, уповая на милость погоды. В большом числе они используются на западных островах Шотландии, и могут быть найдены в Уэльсе. Каркас [на гэльском] назывался crannghail, сейчас так на Уйсте называют ветхие лодки.»
Оригинальный текст (англ.)"The curach or boat of leather and wicker may seem to moderns a very unsafe vehicle, to trust to tempestuous seas, yet our forefathers fearlessly committed themselves in these slight vehicles to the mercy of the most violent weather. They were once much in use in the Western Isles of Scotland, and are still found in Wales. The framework [in Gaelic] is called crannghail, a word now used in Uist to signify a frail boat."— Толковый словарь шотландского-гэльского "Dwelly’s (Scottish) Gaelic Dictionary": Curach
На гэльском слово куррах используют, в том числе, для обозначения болотистой местности, подобной Карри (пригород Эдинбурга) и «The Curraghs», местность на острове Мэн, имеющую известность благодаря расположенному там Национальному природному парку. Своё название на ирландском языке эти лодки получили за счёт своего поведения в открытом море.

## История

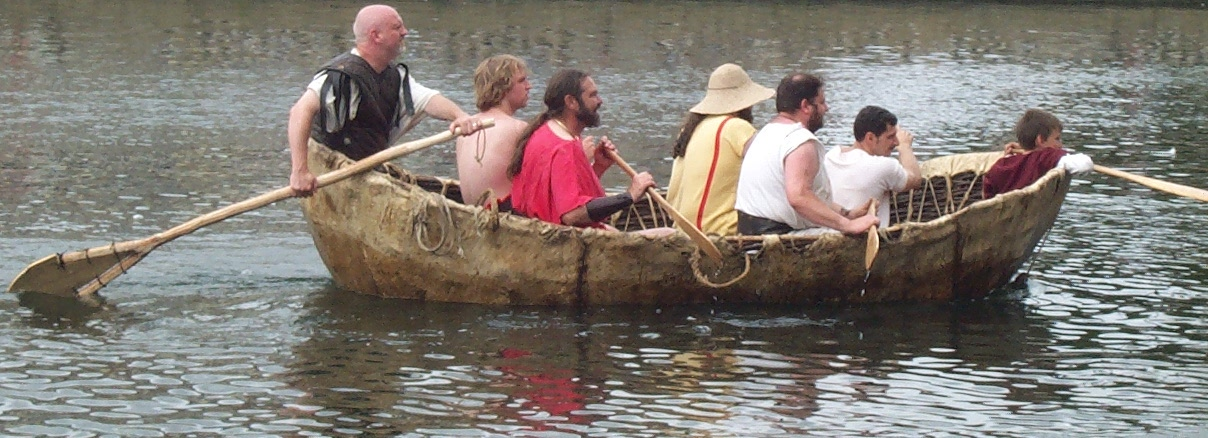
Реплика курраха первого тысячелетия нашей эры на реке Грейт Уз в Бедфорде

Использовавшиеся материалы и технологии постройки делают маловероятным нахождение останков этих лодок как для традиционной, так и морской археологии, однако античные источники говорят об их древности. Одни из древнейших письменных источников, в которых они упоминаются, относятся ко временам Юлия Цезаря. В них говорится, что на куррахах совершали плавание по Северной Атлантике.
Позже, в VI веке нашей эры, Св. Брендан, возможно, совершил плавание через Атлантику к берегам Северной Америки. Об этом рассказывается в манускрипте IX века на латинском языке: Navigatio sancti Brendani abbatis. В этом документе описывается постройка океанской лодки: монахи с помощью железных инструментов создали каркас из тонких деревянных планок «sicut mos est in illis partibus» (с лат. — «по обычаю тех мест»), покрыв его выдубленными шкурами, места соединения шкур просмаливались, и в центре лодки была установлена мачта. Хотя описание самого плавания больше похоже на сказочный рассказ, постройка описывается в соответствии с обычной практикой того времени. В ирландских жизнеописаниях святых этого периода, в которых говорится об острове Аран, описаны построенные там лодки с плетёным каркасом, покрытым коровьей шкурой. Реконструкция этого предполагаемого путешествия, успешно совершённая Тимом Северином в 1978 году, доказала возможность плавания на куррахе под парусом между Ирландией и Ньюфаундлендом. В своей книге, «The Brendan Voyage», он подробно описывает и само плавание, и то, как строилась реплика курраха.
Ещё одним христианским проповедником из Ирландии, который использовал куррах, для своего путешествия на Гебридские острова и в Британию, был современник Св. Брендана — Св. Колумба (Кримтан). Об этом говорится следующим образом:

В день, завершающий второй год его пребывания на Айоне, Колумба отправился на пляж, где было оставлено его судно из ивы и коровьих шкур, в ожидании, если оно потребуется любому из Общины Хи при необходимости отбыть с острова. Он сопровождался двумя своими друзьями, которые были вместе с ним послушниками, Комгалом и Каннехом, и небольшим числом помощников. Заняв свои места в своём куррахе, они отправились через пролив на большой остров."
Оригинальный текст (англ.)"On a day, at the end of two years from his arrival on Iona, Columba goes to the beach, where his craft of wicker and cowhide lies moored, waiting the use of any member of the community of Hy whose occasions may call him away from the island. He is accompanied by two friends and former fellow-students, Comgal and Cainnech, and followed by a little escort of faithful attendants. Taking his seat in his currach, he and his party are rowed across the sound to the mainland."— Цитата из Wylie
В поэтической форме об этом рассказывает и Св. Беккан мак Луигдех, живший примерно на сто лет позже Кримтана Колумбы:
In scores of curraghs with an army of wretches he crossed the long-haired sea.
He crossed the wave-strewn wild region,
Foam flecked, seal-filled, savage, bounding, seething, white-tipped, pleasing, doleful.Beccán mac Luigdech. Tiugraind Beccain
Куррах значительных размеров обладает высокими мореходными качествами. В то же время для него представляет угрозу столкновение с другими судами, так как корпус из кожи может легко порваться. Таким образом, куррахи могли плавать по морям Атлантики только до начала эпохи викингов.
Геральд Уэльский в своём труде «Топография Ирландии» (Topographia Hibernica, 1187) пересказывает со слов неких моряков, что они, когда укрывались от шторма у берегов Коннахта, увидели двух мужчин, длинноволосых и полуодетых, подплывавших к ним в плетённой лодке, покрытой кожами. Экипаж, обнаружив, что подплывшие говорят по-ирландски, принял их на борт, где те выразили удивление, никогда прежде не видев большой деревянный корабль.
Методическая последовательность в описании куррахов с раннего средневековья до начала Нового времени может говорить о том, что методы постройки и конструкция куррахов в течение этого времени не претерпевали серьёзных изменений.

### Речные и мореходные куррахи XVII века
В труде XVII-го века на латинском языке за авторством Филлипа О’Салливан-Бира о войнах в Ирландии в эпоху Елизаветы I приводится описание двух куррахов, построенных в спешке, чтобы пересечь реку Шьоннон. Постройка большого описывается следующим образом. Два ряда ивовых прутьев были установлены напротив друг друга, затем верхние концы каждой из получившихся пар были согнуты друг к другу (ad medium invicem reflexa) и перевязаны верёвкой, таким образом получился каркас лодки, перевёрнутой вверх дном. После этого к каркасу крепились обшивные планки, сиденья и распорки были установлены изнутри (cui e solida tabula, statumina, transtraque interius adduntur), снаружи покрыто 11-ю конскими шкурами и затем были установлены уключины и вёсла. Это судно охарактеризовано как способное перевезти 30 вооружённых людей одновременно.

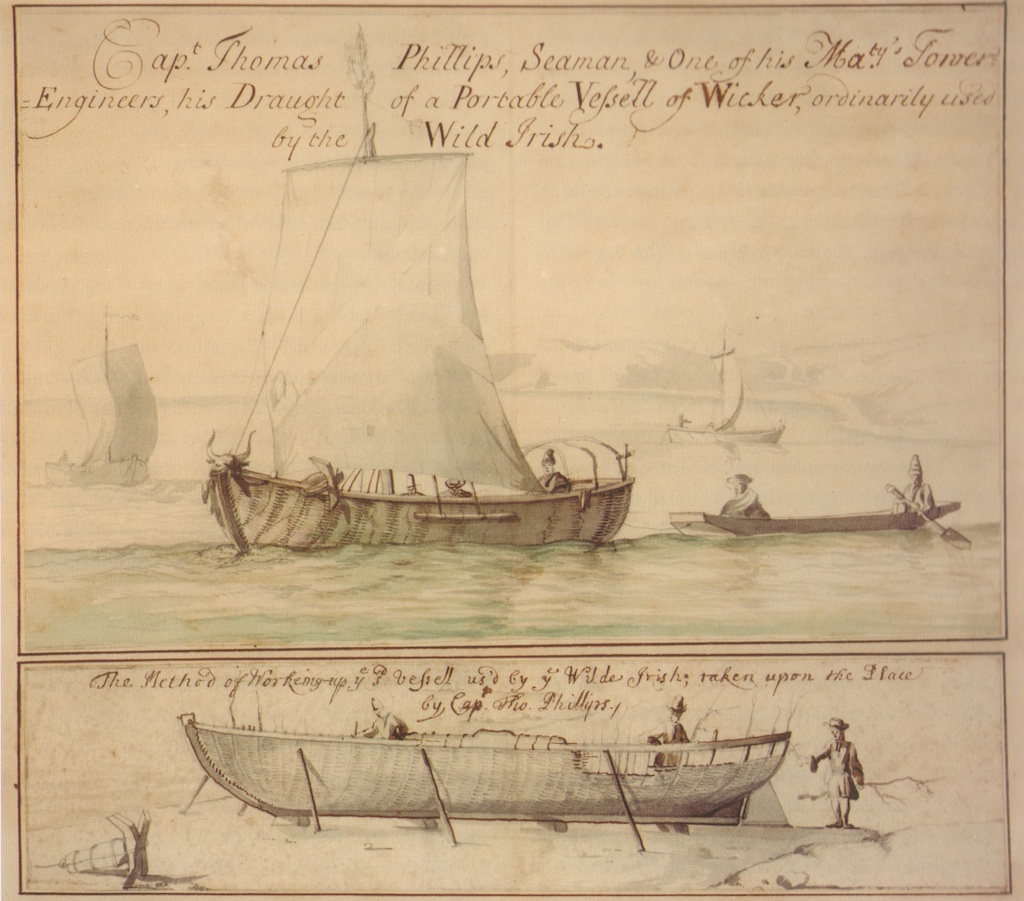
«A portable vessel of wicker ordinarily used by the Wild Irish»

По конструкции и парусному оснащению мореходные куррахи XVII века могли быть смесью лодок с кожаной обшивкой и с обшивкой из досок. Это было отображено на рисунке английского капитана Томаса Филлипса, озаглавленного как «A portable vessel of wicker ordinarily used by the Wild Irish». Капитан Филлипс предполагал, что такие куррахи были широко распространены в то время. Высказывалось сомнение в точности набросков, но они показывают возможное развитие океанских куррахов.
Изображённое судно около 6 метров длиной оборудовано килем и рулём (приспособленным с лодок с обшивкой из досок), с каркасом, сплетённым из ивы, и укреплённым шпангоутами. Обшивалась лодка, предположительно шкурами, после полного изготовления каркаса. Примерно в центре лодки устанавливалась мачта. Крепилась она двойными вантами к подобиям привальных брусьев расположенных снаружи борта и форштагом к форштевню. Фал форштага перекидывался через разветвление на вершине мачты чуть выше реи, на которой крепился прямой парус. На корме возвышались две перекрещенные дуги, которые могли служить для установки тента. Киль улучшал остойчивость судна, но корпус сохранял гибкость.

## Современные ирландские куррахи

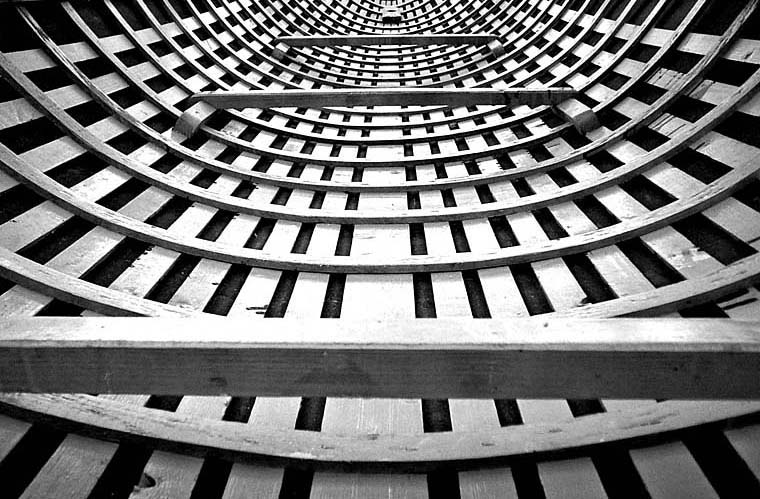
Каркас курраха Национального морского колледжа Ирландии в графстве Корк

Современные куррахи, благодаря развитию на протяжении многих веков, достаточно прочные, лёгкие и универсальные в применении лодки. Каркас представляет собой решётку, сформированную шпангоутами (поперечные «дуги») и стрингерами (продольные планки), ограничивающих борта и дно лодки. На корме устанавливается транцевая доска, но киль отсутствует. Лодка оснащается банками, при необходимости, закрепляемыми кницами. На фальшборт устанавливаются утки и уключневые стержни под вёсла. Также могут быть установлены мачта и парус, но с минимальным оснащением. Обшивается лодка плотной тканью наподобие брезента (англ. canvas) или миткаля (англ. calico), пришедшей на замену шкур и кожи, и покрывается смолой или гудроном.
Современные куррахи применяются для мелкопромыслового прибрежного рыболовства, для переправы и перевозки грузов и скота, включая овец и крупного рогатого скота. На островах Аран, например, они также применяются для доставки пассажиров, почтовых отправлений и товаров между подходящими к островам судами и берегом.
Применение куррахов не было повсеместным на побережье Атлантического океана, как и используемые куррахи не представляют единообразия. Например, в Керри они стали использоваться только с конца XIX века (примерно с 1880-х). До этого основными судами, применявшимися там, были тяжёлые деревянные сейнеры. Жители острова Бласкет признали, что куррахи (или навоги, как принято их там называть) весьма удобны, и дальнейшее развитие этих лодок на острове сформировало местные черты.

### Типы куррахов
Куррахи, построенные в разных местах Ирландии, имеют отличия в обводах и технологии постройки, порой значительные. Хорнелл, один из исследователей маломерного флота разных народов, в серии своих статей о куррахах в журнале Mariner’s Mirror, подразделяет их на следующие типы:
|  |  |  |
|  |  |  |
|  |  |  |

- Коракло-курахи реки Бойн
- Куррахи графства Донегал
  - короткие, от 2,4 до 3,6 метра длиной
    - Гребковые (Банбег (округ Роззес) и остров Тори)
    - Гребково-вёсельные (Банбег)
    - Гребные лодко-образные (остров Тори)

  - удлинённые лодко-образные, обычно между 3,6 и 6 метрами длиной
    - Старый тип
    - Дунфанахи (залив Шипхевен)
    - Даунингс (залив Шипхевен)
- Куррахи графства Слиго
- Куррахи графства Мейо
  - Остров Инишке и Блексод
  - Острова Акилл и Инишбиггл
  - Белдерриг (Северный Мейо)
- Куррахи графства Голуэй
  - Коннемара и остров Инишбофин
  - Острова Аран
- Каное Килки (Западный Клэр)
- Навоги графств Керри и Корк
- Куррахи реки Шьоннон

### Строители куррахов

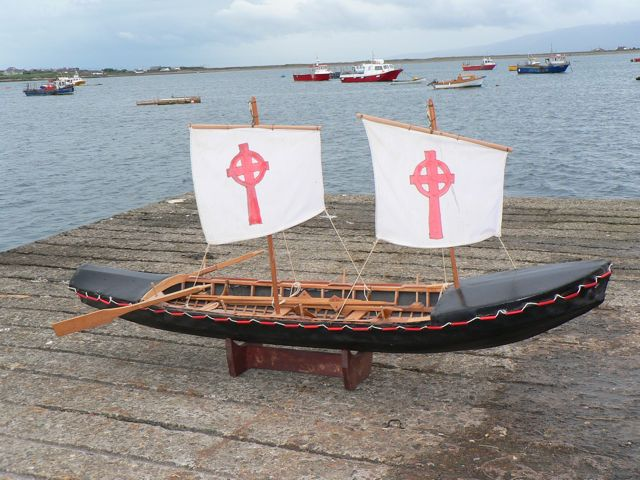
Модель реплики курраха Св. Брендана, построенного Тимом Северином, выполненная Монти О’Лири (Monty O'Leary)

В современной Ирландии осталось довольно небольшое число тех, для кого постройка куррахов является основным видом деятельности. Преимущественно это мастера, живущие в небольших населённых пунктах на побережье Атлантики и на островах. Также есть небольшое число организаций, занимающихся куррахами. Кроме того, есть несколько групп и отдельных строителей, которые занимаются постройкой как современных, так и сохранением и реконструкцией ставших уже достоянием истории куррахов и коракло-куррахов с каркасом на основе ивовых прутьев и оболочкой из кожи, и для которых это дополнение к основной деятельности (например, живущие за счёт рыбной ловли) или просто увлечение.
Среди наиболее известных организаций — морской культурно-образовательный центр Meitheal Mara в Корке, занимающийся изучением и постройкой куррахов для музеев и частных лиц. Кроме того, они занимаются обучением постройке и управлению куррахом и проводят выездные мастер-классы. Так же они проводят регату куррахов в Корке.
The Boyne Currach Herritage Group, известная также как Newgrange Currach, — это небольшая группа энтузиастов, организованная в 1997 году Клайвом О’Гибном (ирл. Claidhbh Ó Gibne). Они на основе коракло-куррахов реки Бойн строят гипотетические большие куррахи, отталкиваясь от теории их применения при транспортировке глыб кварца, между графствами Уиклоу и Мит, которые использовались при постройке Ньюгранжа. За это время было построено несколько куррахов — от 6-футового коракло-курраха Bran до 26-футового курраха Boann, которая использовалась в съёмках документального фильма «Blood of the Irish», рассказывающего о возможности заселения Ирландии выходцами с испанских берегов Бискайского залива. С 2009 года строится новый 36-футовый куррах Cu Gla, для совершения плавания между Ирландией и материковой Европой.

## Шотландские куррахи
Традиционные шотландские куррахи почти полностью исчезли, но в некоторых местах они появились вновь. Сейчас они используются на реке Спей и на северо-восточном побережье, а также на Гебридах.

### Куррахи на реке Спей
В Statistical Account of Scotland 1795 года записано:

«…мужчина сидел в так называемом „куррахе“, сделанном из шкуры, формой и размерами как небольшой сусловарный чан, более широком сверху чем снизу, со „скелетом“ или дугами из дерева внутри, на сплетённом из прутьев сидении… Эти куррахи настолько легки, что мужчины носят их на своей спине, когда идут из своего Спеймаута.»
Оригинальный текст (англ.)«[a] man, sitting in what was called a Currach, made of hide, in the shape, and about the size of a small brewing-kettle, broader above than below, with ribs or hoops of wood in the inside, and a cross-stick for the man to sit on. . . . These currachs were so light, that the men carried them on their backs home from Speymouth.»

Как видно, куррахи реки Спей в большей степени по описанию соответствуют кораклам, используемым на реках, а не в открытом море. В книге History of the Province of Moray, изданной в 1775 году, приводится размер лодки:

«Позвольте мне добавить, поскольку это стало редкостью, куррах… Он именно овальной формы, примерно 3 фута шириной и 4 длиной.»
Оригинальный текст (англ.)«Let me add, as now become a Rarity, the Courach. . . . It is in shape oval, near three feet broad, and four long.»